# I Say a Little Prayer
"I Say a Little Prayer" is een nummer van de Amerikaanse zangeres Dionne Warwick. Het nummer werd uitgebracht op haar album The Windows of the World uit 1967. In oktober van dat jaar werd het nummer uitgebracht als de vierde en laatste single van het album. In 1968 werd het gecoverd door Aretha Franklin op haar album Aretha Now. Haar versie werd op 26 juli van dat jaar uitgebracht als de tweede single van het album.

## Achtergrond
"I Say a Little Prayer" is geschreven door Burt Bacharach en Hal David. Het nummer gaat over een vrouw die bezorgd is om haar man, die vecht in de Vietnamoorlog. Op 6 april 1966 werd het opgenomen door Dionne Warwick. Alhoewel de meeste opnamen van Bacharach met Warwick meestal binnen drie takes klaar waren, werden er tien takes opgenomen van dit nummer en vond hij het nog steeds niet goed; hij vond dat het te gehaast ging. Het nummer werd in september 1967 pas uitgebracht op het album The Windows of the World op aandringen van Scepter Records-eigenaar Florence Greenberg. Een maand later begonnen radio-dj's het nummer te draaien en werd het uitgebracht als single, met het nieuwe nummer "(Theme from) Valley of the Dolls" op de B-kant. De single bereikte uiteindelijk de vierde plaats in zowel de Amerikaanse Billboard Hot 100 als de Canadese Top Singles.
In de herfst van 1968 werd "I Say a Little Prayer" opnieuw een hit in de versie van Aretha Franklin, afkomstig van haar album Aretha Now. Franklin en haar achtergrondzangeressen The Sweet Inspirations zongen het nummer voor de lol tijdens de repetities voor het album toen duidelijk werd dat zij het daadwerkelijk konden opnemen. Hun versie verschilde significant van de versie van Warwick, mede door het gebruik van een piano door Clayton Ivey. Het nummer zou oorspronkelijk de B-kant worden van de single "The House That Jack Built", maar werd vanaf augustus 1968 meer gedraaid op de radio. In oktober bereikte het de top 10 in de Billboard Hot 100 en de derde plaats op de R&B-lijsten in de Verenigde Staten. Het werd haar negende en laatste opeenvolgende top 10-hit in de Billboard Hot 100. In andere landen werden de twee nummers uitgebracht als dubbele A-kant, waaronder in Australië en Nederland, waar de single respectievelijk de achtste en derde positie bereikte.
"I Say a Little Prayer for You" is gecoverd door diverse andere artiesten, waaronder Sérgio Mendes, Martha and the Vandellas, Woody Herman, Anne Murray in samenwerking met Glen Campbell (in een medley met Campbell's "By the Time I Get to Phoenix"), Jonathan King, Al Green, Bomb the Bass featuring Maureen, Mary Black, The Radios, Diana King (voor de film My Best Friend's Wedding), Glennis Grace, The BossHoss (alleen en in samenwerking met Ivy Quainoo), Trijntje Oosterhuis, Dianna Agron met Naya Rivera en Heather Morris in de televisieserie Glee, Zeds Dead en Dami Im. De versie van Bomb the Bass featuring Maureen werd een top 10-hit in het Verenigd Koninkrijk en Nederland, terwijl de versie van Diana King een hit werd in vele andere landen, waaronder in Hongarije, waar het de eerste plaats behaalde.

## Hitnoteringen

### Aretha Franklin

#### Nederlandse Top 40
| Hitnotering: 07-09-1968 t/m 07-12-1968 | Hitnotering: 07-09-1968 t/m 07-12-1968 | Hitnotering: 07-09-1968 t/m 07-12-1968 | Hitnotering: 07-09-1968 t/m 07-12-1968 | Hitnotering: 07-09-1968 t/m 07-12-1968 | Hitnotering: 07-09-1968 t/m 07-12-1968 | Hitnotering: 07-09-1968 t/m 07-12-1968 | Hitnotering: 07-09-1968 t/m 07-12-1968 | Hitnotering: 07-09-1968 t/m 07-12-1968 | Hitnotering: 07-09-1968 t/m 07-12-1968 | Hitnotering: 07-09-1968 t/m 07-12-1968 | Hitnotering: 07-09-1968 t/m 07-12-1968 | Hitnotering: 07-09-1968 t/m 07-12-1968 | Hitnotering: 07-09-1968 t/m 07-12-1968 | Hitnotering: 07-09-1968 t/m 07-12-1968 | Hitnotering: 07-09-1968 t/m 07-12-1968 |
| Week                                   | 1                                      | 2                                      | 3                                      | 4                                      | 5                                      | 6                                      | 7                                      | 8                                      | 9                                      | 10                                     | 11                                     | 12                                     | 13                                     | 14                                     |                                        |
| -------------------------------------- | -------------------------------------- | -------------------------------------- | -------------------------------------- | -------------------------------------- | -------------------------------------- | -------------------------------------- | -------------------------------------- | -------------------------------------- | -------------------------------------- | -------------------------------------- | -------------------------------------- | -------------------------------------- | -------------------------------------- | -------------------------------------- | -------------------------------------- |
| Positie                                | 33                                     | 19                                     | 10                                     | 7                                      | 4                                      | 3                                      | 4                                      | 5                                      | 8                                      | 13                                     | 18                                     | 26                                     | 35                                     | 39                                     | uit                                    |

#### Parool Top 20
| Hitnotering: 14-09-1968 t/m 16-11-1968 | Hitnotering: 14-09-1968 t/m 16-11-1968 | Hitnotering: 14-09-1968 t/m 16-11-1968 | Hitnotering: 14-09-1968 t/m 16-11-1968 | Hitnotering: 14-09-1968 t/m 16-11-1968 | Hitnotering: 14-09-1968 t/m 16-11-1968 | Hitnotering: 14-09-1968 t/m 16-11-1968 | Hitnotering: 14-09-1968 t/m 16-11-1968 | Hitnotering: 14-09-1968 t/m 16-11-1968 | Hitnotering: 14-09-1968 t/m 16-11-1968 | Hitnotering: 14-09-1968 t/m 16-11-1968 | Hitnotering: 14-09-1968 t/m 16-11-1968 |
| Week                                   | 1                                      | 2                                      | 3                                      | 4                                      | 5                                      | 6                                      | 7                                      | 8                                      | 9                                      | 10                                     |                                        |
| -------------------------------------- | -------------------------------------- | -------------------------------------- | -------------------------------------- | -------------------------------------- | -------------------------------------- | -------------------------------------- | -------------------------------------- | -------------------------------------- | -------------------------------------- | -------------------------------------- | -------------------------------------- |
| Positie                                | 16                                     | 7                                      | 6                                      | 5                                      | 4                                      | 4                                      | 7                                      | 8                                      | 12                                     | 16                                     | uit                                    |

#### NPO Radio 2 Top 2000
| Nummer met noteringen in de NPO Radio 2 Top 2000 | '99 | '00 | '01 | '02 | '03 | '04 | '05 | '06 | '07 | '08 | '09 | '10 | '11 | '12 | '13 | '14 | '15 | '16 | '17 | '18 | '19 | '20 | '21 | '22 | '23 | '24 |
| ------------------------------------------------ | --- | --- | --- | --- | --- | --- | --- | --- | --- | --- | --- | --- | --- | --- | --- | --- | --- | --- | --- | --- | --- | --- | --- | --- | --- | --- |
| I Say a Little Prayer                            | 407 | 438 | 465 | 440 | 766 | 456 | 517 | 504 | 360 | 448 | 821 | 498 | 519 | 606 | 803 | 793 | 929 | 942 | 951 | 300 | 444 | 494 | 606 | 663 | 680 | 703 |

1. ↑  Een vetgedrukt getal geeft de hoogste notering aan.

### Bomb the Bass featuring Maureen

#### Nederlandse Top 40
| Hitnotering: 07-01-1989 t/m 25-02-1989 | Hitnotering: 07-01-1989 t/m 25-02-1989 | Hitnotering: 07-01-1989 t/m 25-02-1989 | Hitnotering: 07-01-1989 t/m 25-02-1989 | Hitnotering: 07-01-1989 t/m 25-02-1989 | Hitnotering: 07-01-1989 t/m 25-02-1989 | Hitnotering: 07-01-1989 t/m 25-02-1989 | Hitnotering: 07-01-1989 t/m 25-02-1989 | Hitnotering: 07-01-1989 t/m 25-02-1989 | Hitnotering: 07-01-1989 t/m 25-02-1989 |
| Week                                   | 1                                      | 2                                      | 3                                      | 4                                      | 5                                      | 6                                      | 7                                      | 8                                      |                                        |
| -------------------------------------- | -------------------------------------- | -------------------------------------- | -------------------------------------- | -------------------------------------- | -------------------------------------- | -------------------------------------- | -------------------------------------- | -------------------------------------- | -------------------------------------- |
| Positie                                | 28                                     | 14                                     | 9                                      | 9                                      | 10                                     | 18                                     | 25                                     | 39                                     | uit                                    |

#### Nationale Hitparade Top 100
| Hitnotering: 10-12-1988 t/m 11-03-1989 | Hitnotering: 10-12-1988 t/m 11-03-1989 | Hitnotering: 10-12-1988 t/m 11-03-1989 | Hitnotering: 10-12-1988 t/m 11-03-1989 | Hitnotering: 10-12-1988 t/m 11-03-1989 | Hitnotering: 10-12-1988 t/m 11-03-1989 | Hitnotering: 10-12-1988 t/m 11-03-1989 | Hitnotering: 10-12-1988 t/m 11-03-1989 | Hitnotering: 10-12-1988 t/m 11-03-1989 | Hitnotering: 10-12-1988 t/m 11-03-1989 | Hitnotering: 10-12-1988 t/m 11-03-1989 | Hitnotering: 10-12-1988 t/m 11-03-1989 | Hitnotering: 10-12-1988 t/m 11-03-1989 | Hitnotering: 10-12-1988 t/m 11-03-1989 | Hitnotering: 10-12-1988 t/m 11-03-1989 |
| Week                                   | 1                                      | 2                                      | 3                                      | 4                                      | 5                                      | 6                                      | 7                                      | 8                                      | 9                                      | 10                                     | 11                                     | 12                                     | 13                                     |                                        |
| -------------------------------------- | -------------------------------------- | -------------------------------------- | -------------------------------------- | -------------------------------------- | -------------------------------------- | -------------------------------------- | -------------------------------------- | -------------------------------------- | -------------------------------------- | -------------------------------------- | -------------------------------------- | -------------------------------------- | -------------------------------------- | -------------------------------------- |
| Positie                                | 80                                     | 72                                     | 54                                     | 22                                     | 16                                     | 9                                      | 9                                      | 15                                     | 19                                     | 28                                     | 37                                     | 56                                     | 67                                     | uit                                    |